# 5. etape af Tour de France 2013
Femte etape af Tour de France 2013 er en 219 km lang flad etape. Den bliver kørt onsdag den 3. juli fra Cagnes-sur-Mer til Marseille.
Det er 34 gang at Marseille enten er start- eller målby for en etape i Tour de France. Foruden Jakob Piil i 2003 og Cédric Vasseur i 2007, er etapeafslutninger i Marseille altid blevet afgjort i en massespurt. 